# استغلال النفوذ

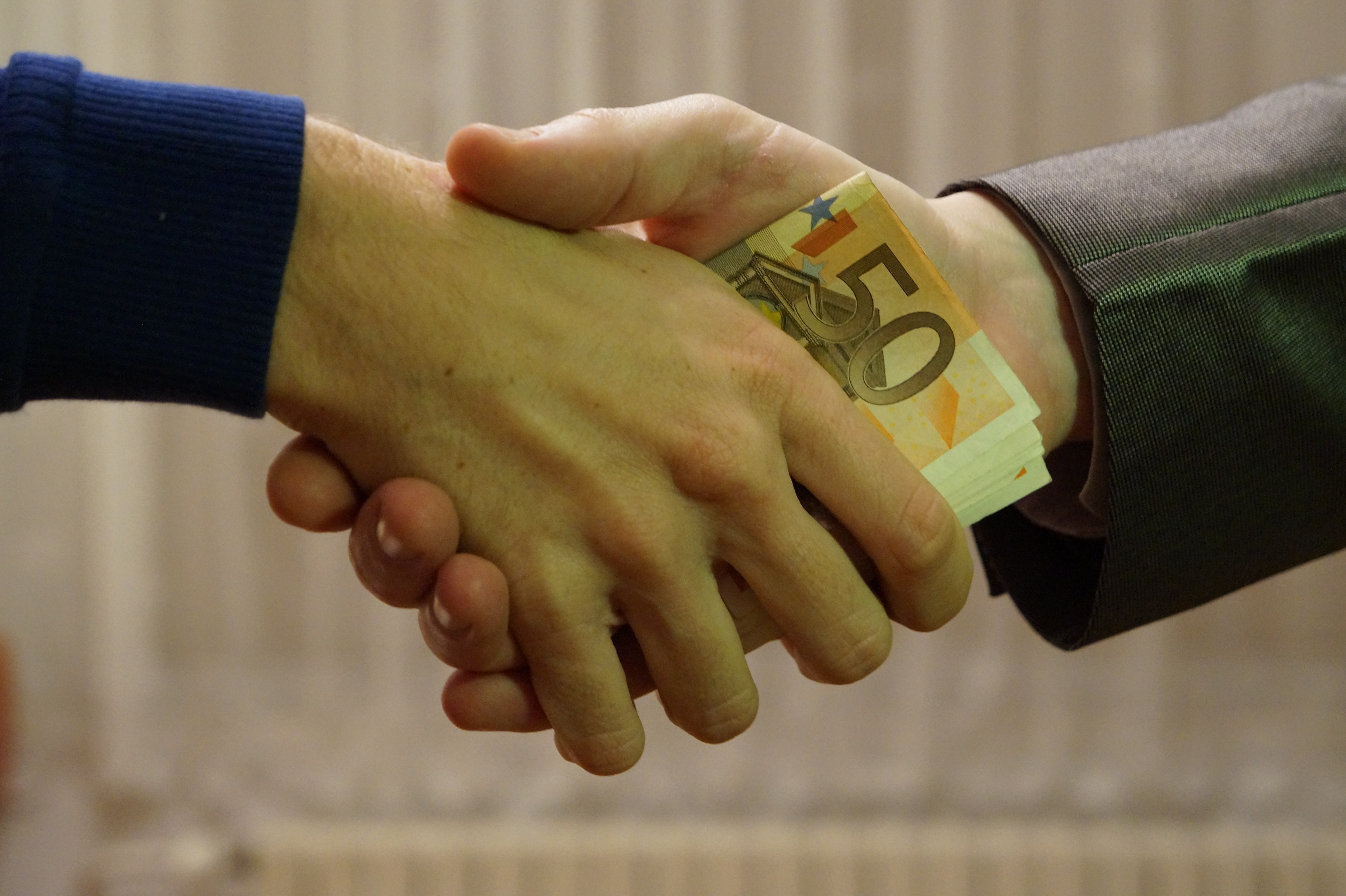

استغلال النفوذ هي ممارسة غير قانونية تتمثل في استخدام نفوذ شخص داخل حكومة أو إجراء اتصالات مع أشخاص من داخل السلطة للحصول على امتيازات أو معاملة تفضيلية لشخص آخر، عادةً مقابل دفع المال. كذلك يطلق على هذا المصطلح المتاجرة بالنفوذ أو التجارة بالنفوذ. وفي واقع الأمر، فإنه ليس بالضرورة اعتبار مصطلح استغلال النفوذ إجراء غير قانوني، فغالبًا ما تستخدم منظمة التعاون الاقتصادي والتنمية (OECD) مصطلح «استغلال النفوذ المفرط» للإشارة إلى أعمال الضغط غير القانونية.  ومع ذلك، يحمل مصطلح استغلال النفوذ في طياته رائحة الفساد الذي قد يؤدي إلى إبطال شرعية السياسات الديمقراطية التي تتم ممارستها على عامة الناس.

## حالات معروفة
- في عام 2012، اتُهم نائب الرئيس الأرجنتيني أمادو بودو بكونه مجرد مالك هش لدار الطباعة سيكوني كالكوجرافيكا (Ciccone Calcográfica)، وهي عبارة عن شركة خاصة تمتلك تعاقدات تخول لها طباعة ما يزيد عن 120 مليون ورقة نقدية جديدة من البيزو، ولوحات السيارات، وغيرها من الإصدارات الحكومية الأخرى. وقد منح بودو تلك العقود لنفسه عندما كان وزير اقتصاد الأرجنتين.[1]
- في أبريل 2009، تمت إدانة السياسي السابق إد بايرن بمقاطعة نيوفاوندلاند بتهمة استغلال النفوذ عن أعماله في فضيحة مخصصات الدوائر الانتخابية. فقد كان الأول من بين أربعة سياسيين تمت إدانتهم في القضية الخاصة بتلك الفضيحة، أما بقية السياسيين فقد تم إدانتهم كذلك أو بانتظار المحاكمة.
- في ديسمبر 2008، اتُهم محافظ إيلينوي الحالي رود بلاجوفيتش باستغلال النفوذ إثر محاولته بيع مقعد بـ مجلس الشيوخ خلفه الرئيس المنتخب باراك أوباما.[2]
- كذلك، بدأت محاكمة عمدة أوتاوا، لاري أوبراين، لأسباب مماثلة في مايو 2009. حيث تم اتهام أوبراين بممارسة استغلال النفوذ المزعوم. وحاليًا يُجرى عقد جلسة المحاكمة، كذلك يمكن العثور على التحديثات المباشرة في جريدة مواطن أوتاوا (Ottawa Citizen). وفي 5 أغسطس 2009، رفضت المحكمة نظر كلتا التهمتين من خلال القاضي دوجلاس كننغهام، رئيس المحكمة المشارك بمحكمة أونتاريو العليا.[3]

وتعد هذه الممارسة جريمة يُعاقب عليها القانون في فرنسا وإسبانيا والبرتغال وبلجيكا والبرازيل والأرجنتين ورومانيا (P. Semeraro, I delitti di millantato credito e traffico di influenza, Milano, 2000, ed. Giuffrè).
كذلك مارس *ديك تشيني استغلال نفوذ قانوني مع المتعاقد العسكري هاليبرتون أثناء الحرب على العراق، حيث أصبح لاحقًا الرئيس التنفيذي للشركة.
حاليًا، يطالب *رام إيمانويل البنوك من كافة الدول بعدم تمويل الشركات المصنعة للأسلحة النارية.